# Джексон, Джон Кинг
Джон Кинг Джексон (John King Jackson) (2 февраля 1828 — 27 февраля 1866) — американский юрист и военный, генерал армии Конфедерации в годы гражданской войны. Служил в основном во Флориде и на Западе. После войны вернулся к юридической практике, однако умер год спустя.

## Ранние годы
Джексон родился в 1828 году в Огасте, штат Джорджия. Он учился в Ричмондской Академии и в Университете Южной Каролины в Колумбии, которую окончил с отличием в 1846 году. Он начал изучать право и в 1848 году был допущен к юридической практике. В 1849 году Джексон женился на Виргинии Хардвик из округа Колумбия. У них родилось трое детей: Томас, Уильям и Хардвик. Джексон так же служил офицером в ополчении штата Джорджия, где был избран лейтенантом, а затем капитаном. В 1861 году он служил подполковником пехотного батальона в Огасте.

## Гражданская война
Когда началась гражданская война, Джексон решил встать на сторону своего родного штата и вступил в армию Конфедерации. В апреле 1861 года он стал подполковником 5-го Джорджианского пехотного полка, а в мае был выбран его полковником. Его полк был направлен в Пенсаколу (Флорида).
В октябре Джексон командовал одним из трёх батальонов, которые участвовали в сражении за остров Санта-Роза 8 октября 1861 года. Он остался со своим полком в Пенсаколе до конца 1861 года, а 14 января 1862 года стал бригадным генералом, а через неделю принял командование одной из бригад Армии Пенсаколы. В феврале его направили в Теннеси, где занимался организацией частей, посланных в Коринф. В марте была создана Миссисипская армия, и Джексон стал командиром одной из её бригад. Он командовал этой бригадой во время сражения при Шайло 6—7 апреля 1862 года. Вечером 6 апреля генерал Брэгг предпринял атаку сильных позиций федералов, и генерал Джексон, несмотря на нехватку боеприпасов, повел свою бригаду в штыковую атаку которая, однако, закончилась неудачно.
Во время Кентуккийской кампании 1862 года бригада Джексона была направлена из Ноксвлла в Бриджпорт, где охраняла коммуникации армии, в основном — железную дорогу из Чаттануги в Мёрфрисборо. В конце 1862 года бригада Джексона была задействована в кампании Стоун-Ривер. 25 декабря Брэгг приказал ему оставить часть войск для охраны мостов, а с остальными силами присоединиться к основной армии у Мёрфрисборо. Его направили в подчинение генералу Леонидасу Полку.
После стоун-риверского сражения Джексон вернулся в Бриджпорт, а затем в Чаттанугу и теперь охранял железную дорогу между Атлантой и Туллахомой. С 23 февраля по 25 июля 1863 года он командовал теннессийским дистриктом. Позже его бригада была включена в дивизию Бенжамена Читема (в корпусе Полка). 19—20 сентября Джексон участвовал в сражении при Чикамоге, где один из его полков, 5-й Джорджианский, потерял рекордные потери того дня — почти 61 % своего состава. К октябрю его бригада имела следующий вид:
- 1-й Джорджианский пехотный полк
- 5-й Джорджианский пехотный полк
- 47-й Джорджианский пехотный полк
- 65-й Джорджианский пехотный полк
- 2-й Джорджианский снайперский батальон
- 5-й Миссиссипский пехотный полк
- 8-й Миссиссипский пехотный полк

В октябре-ноябре Джексон участвовал в сражениях за Чаттанугу и, в частности, его бригада участвовала в сражении за Миссионерский хребет 25 ноября 1863 года.
Когда Теннессийская армия отступила к Далтону, бригада Джексона была переведена в дивизию генерала Уильяма Уокера; это произошло 20 февраля 1864 года. Он участвовал в Атлантской кампании до 3 июля, когда его бригада была выведена и состава Теннессийской армии. 5-й и 47-й джорджианские полки вместе с Джексоном были направлены в Чарлстон, в подчинение генерал-майору Самуэлю Джонсу. Оттуда его направили во Флориду, где он сменил генерала Джеймса Андерсона на посту командира флоридского военного дистрикта. Джексон пробыл там с августа по 29 сентября 1864 года.
Во время марша Шермана к морю Джексон и его команда были направлены в Саванну и участвовали в обороне Саванны. Джексон командовал центральной частью оборонительных линий под Саванной. После сдачи Саванны его отправили в Брэнчвилл для организации военных складов. Он стал квартирмейстером Теннессийской армии и находился на этой должности в момент капитуляции армии 26 апреля 1865 года. 17 мая его отпустили под честное слово и Джексон вернулся к гражданской жизни.

## Послевоенная деятельность
После войны Джексон вернулся к юридической практике в Огасте. В начале 1866 года он внезапно заболел пневмонией в Милледжвилле (Джорджия) и умер 27 февраля того же года. Его похоронили на городком кладбище в Огасте.